# Alepes vari
Alepes vari е вид лъчеперка от семейство Carangidae. Видът е незастрашен от изчезване.

## Разпространение
Разпространен е в Австралия (Куинсланд), Бангладеш, Бахрейн, Виетнам, Джибути, Еритрея, Йемен, Индия (Андамански и Никобарски острови), Индонезия, Ирак, Иран, Камбоджа, Катар, Китай, Кувейт, Малайзия, Малдиви, Мианмар, Нова Каледония, Обединени арабски емирства, Оман, Пакистан, Папуа Нова Гвинея, Провинции в КНР, Саудитска Арабия, Северна Корея, Сингапур, Сомалия, Тайван, Тайланд, Филипини, Шри Ланка, Южна Корея и Япония (Рюкю).

## Описание
На дължина достигат до 56 cm.